# Siphiwe Lusizi
Siphiwe Lusizi est un boxeur sud-africain né le 8 mai 1989.

## Carrière
Sa carrière amateur est principalement marquée par une médaille de bronze remportée aux Jeux africains de Maputo en 2011 dans la catégorie poids welters.

## Palmarès

### Jeux olympiques
- Qualifié pour les Jeux olympiques de 2012 à Londres, Angleterre.

### Jeux africains
- Médaille de bronze en -69 kg en 2011 à Maputo, Mozambique.